# 주싱가포르 퀘벡 정부 대표부
주싱가포르 퀘벡 정부 대표부(프랑스어: Bureau du Québec à Singapore, 영어: Quebec Government Office in Singapore)는 싱가포르에 위치한 퀘벡 정부 대표부이다. 사무국 지위를 갖고 있는 이 공관은 싱가포르, 태국, 필리핀, 인도네시아, 말레이시아, 브루나이를 관할한다.
주싱가포르 퀘벡 정부 대표부는 캐나다 퀘벡주와 싱가포르, 동남아시아의 여러 나라들 간의 관계 발전에 기여한다. 대표부는 싱가포르를 비롯한 동남아시아에서 사업을 원하는 퀘벡주의 기업들과의 연락을 제공한다.

## 같이 보기
- 퀘벡 정부 대표부